# Società Sportiva Dilettantistica Unione Triestina 2012 2015-2016
Questa voce raccoglie le informazioni riguardanti l'Unione Triestina 2012 Società Sportiva Dilettantistica nelle competizioni ufficiali della stagione 2015-2016.

## Stagione
La Triestina partecipa al settimo campionato di Serie D della sua storia, il terzo consecutivo. Il campionato viene giocato tra molte difficoltà sia sportive, con molti cambi in panchina, che societarie. Infatti la Triestina, dopo molte proteste dei tifosi, a dicembre 2015 viene venduta all'imprenditore Favarato che però non migliora la situazione. Di conseguenza, a febbraio 2016, il tribunale di Trieste dichiara il fallimento della società che continua l'attività con l'esercizio provvisorio. In aprile viene poi rilevata dall'imprenditore italo-australiano Mario Biasin e dal cugino ed ex calciatore triestino Mauro Milanese che assumono le cariche rispettivamente di presidente ed amministratore unico.
In campionato la Triestina si classifica con molta difficoltà al 16 posto che costringe gli alabardati ai play-out.
A fine maggio viene disputata la partita dei play-out contro la Liventina che si conclude con un sofferto pareggio 1-1 dopo i tempi supplementari. Risultato che, grazie alla migliore posizione in classifica, permette alla Triestina di salvarsi.

## Organigramma societario
Tratta dal sito tuttocampo.it
Presidente: Marco Pontrelli
Dirigente: Pangrazio Di Piero
Massagiatore: Lucia Pierobon
Allenatori: Cristiano Masitto, Stefano Lotti, Elio Roncelli, Paolo Doardo e Roberto Bordin.

## Rosa
Rosa a febbraio 2015.
| N. |                     | Ruolo | Calciatore          |
| -- | ------------------- | ----- | ------------------- |
|    | Italia (bandiera)   | P     | Matteo Bonin        |
|    | Italia (bandiera)   | P     | Nicholas Di Piero   |
|    | Slovenia (bandiera) | D     | Milan Andjelkovic   |
|    | Italia (bandiera)   | D     | Daniel Ciave        |
|    | Italia (bandiera)   | D     | Luca Crosato        |
|    | Italia (bandiera)   | D     | Giacomo Farosich    |
|    | Italia (bandiera)   | D     | Andrea Loperfido    |
|    | Italia (bandiera)   | D     | Davide Miani        |
|    | Italia (bandiera)   | D     | Gianluca Migliorini |
|    | Italia (bandiera)   | D     | Luca Piscopo        |
|    | Italia (bandiera)   | D     | Andrea Ventura      |
|    | Italia (bandiera)   | D     | Sebajdin Zenuni     |
|    | Italia (bandiera)   | C     | Andrea Catalano     |
|    | Italia (bandiera)   | C     | Luca Di Dioniso     |

| N. |                    | Ruolo | Calciatore        |
| -- | ------------------ | ----- | ----------------- |
|    | Italia (bandiera)  | C     | Mattia Girardini  |
|    | Italia (bandiera)  | C     | Daniele Mattielig |
|    | Italia (bandiera)  | C     | Daniele Proia     |
|    | Albania (bandiera) | C     | Marian Puka       |
|    | Italia (bandiera)  | C     | Paolo Rovtar      |
|    | Italia (bandiera)  | C     | Stefano Spadari   |
|    | Italia (bandiera)  | C     | Francesco Zottino |
|    | Italia (bandiera)  | A     | Federico Cernecca |
|    | Italia (bandiera)  | A     | Giulio Giordani   |
|    | Italia (bandiera)  | A     | Simone Luongo     |
|    | Italia (bandiera)  | A     | Damiano Pontrelli |
|    | Italia (bandiera)  | A     | Alberto Volk      |
|    | Italia (bandiera)  | A     | Paolo Zanardo     |
|    | Italia (bandiera)  | A     | Emil Zubin        |

## Risultati

### Serie D

#### Andata
| Arbitro: | Pirriatore (Bologna) |

|                         |           |  |
| Zanardo 22’ Santoni 79’ | Marcatori |  |

| Arbitro: | Gariglio (Cesena) |

|                           |           |  |
| Munarini 6’ Thomassen 54’ | Marcatori |  |

| Arbitro: | Lavalli (Sesto S.Giovanni) |

|                  |           |                  |
| Zubin 89’ (rig.) | Marcatori | 36’, 90+3’ Siega |

| Arbitro: | Catuccio (Pesaro) |

|                                         |           |                |
| Carcurio 13’ (rig.) Radrezza 80’ (rig.) | Marcatori | 25’, 35’ Zubin |

| Arbitro: | Di Graci (Como) |

|            |           |                        |
| Kabine 53’ | Marcatori | 24’ Pancheri 30’ Baido |

| Arbitro: | Longo (Paola) |

|                                              |           |                |
| Sellan 14’ Kryeziu 35’ Diaw 47’ Petris 90+2’ | Marcatori | 52’ Anđelković |

| Arbitro: | Lalomia (Agrigento) |

|           |           |  |
| Proia 87’ | Marcatori |  |

| Arbitro: | Bitonti (Bologna) |

|             |           |                 |
| Tonizzo 76’ | Marcatori | 50’, 90’ Kabine |

| Trieste 18 ottobre 2015 9ª giornata | Triestina      | 0 – 0 referto | Este | Stadio Nereo Rocco (271 spett.)\| Arbitro: \| Tedesco (Pisa) \| |
| Arbitro:                            | Tedesco (Pisa) |               |      |                                                                 |

| Arbitro: | Pennino (Palermo) |

|                             |           |                                   |
| Corbanese 25’ Farinazzo 48’ | Marcatori | 19’ Migliorini 85’ (rig.) Zanardo |

| Arbitro: | Giovanni Meloni (Pisa) |

|                             |           |                                            |
| Proia 66’ Kabine 88’ (rig.) | Marcatori | 23’, 42’ De Vido 35’ (rig.) 49’ Zecchinato |

| Arbitro: | Fontani (Siena) |

|                     |           |           |
| Caridi 22’ Savi 72’ | Marcatori | 52’ Proia |

| Arbitro: | Alessandro Capovilla (Verona) |

|                                   |           |                                                    |
| Barattin 85’ De Martin 87’ (rig.) | Marcatori | 10’ Pontrelli 13’ Giordani 27’ Santoni 73’ Morelli |

| Arbitro: | Andrea Colombo (Como) |

|              |           |                        |
| Catalano 43’ | Marcatori | 79’ Gazzola 87’ Cedron |

| Arbitro: | Massara (Reggio Calabria) |

|            |           |                                   |
| Verdun 73’ | Marcatori | 83’ (rig.) Proia 90+2’ Migliorini |

| Trieste 29 novembre 2015 16ª giornata | Triestina         | 0 – 0 referto | Dro | Stadio Nereo Rocco (156 spett.)\| Arbitro: \| Rossetti (Ancona) \| |
| Arbitro:                              | Rossetti (Ancona) |               |     |                                                                    |

| Arbitro: | Cudini (Fermo) |

|                 |           |                 |
| Godeas 13’, 86’ | Marcatori | 15’ Di Dionisio |

| Arbitro: | Citarella (Matera) |

|  |           |                                 |
|  | Marcatori | 80’ (rig.) Beccaro 89’ Rovereto |

| Arbitro: | Vitulano (Livorno) |

|                                                               |           |              |
| Carbonaro 14’, 49’ Modolo 16’ Serafini 19’, 57’ Innocenti 24’ | Marcatori | 53’ Giordani |

#### Ritorno
| Motta di Livenza 6 gennaio 2016 20ª giornata | Liventina         | 0 – 0 referto | Triestina | Stadio Luigino Samassa (344 spett.)\| Arbitro: \| Bertozzi (Cesena) \| |
| Arbitro:                                     | Bertozzi (Cesena) |               |           |                                                                        |

| Arbitro: | Ayroldi (Molfetta) |

|             |           |                          |
| Spadari 53’ | Marcatori | 13’ Bortolotto 63’ Gnago |

| Noale 17 gennaio 2016 22ª giornata | Calvi Noale    | 0 – 0 referto | Triestina | Stadio Azzurri d'Italia 2006 (192 spett.)\| Arbitro: \| Saia (Palermo) \| |
| Arbitro:                           | Saia (Palermo) |               |           |                                                                           |

| Arbitro: | D'Ascanio (Ancona) |

|  |           |            |
|  | Marcatori | 39’ Kabine |

| Arbitro: | Degli Esposti (Bologna) |

|           |           |               |
| Dimas 52’ | Marcatori | 5’ Bradaschia |

| Arbitro: | Di Graci (Como) |

|                          |           |               |
| Puka 23’ Di Dionisio 43’ | Marcatori | 40’ Giacomini |

| Arbitro: | Feliciani (Teramo) |

|                                                          |           |  |
| Villanova 15’ Ferrari 30’ A.Nobile 51’, 57’ Magrassi 74’ | Marcatori |  |

| Arbitro: | Sajmir Kumara (Verona) |

|                     |           |           |
| Giordani 80’, 90+2’ | Marcatori | 86’ Stiso |

| Este (Italia) 21 febbraio 2016 28ª giornata | Este                     | 0 – 0 referto | Triestina | Nuovo Stadio Comunale (376 spett.)\| Arbitro: \| Mastrogiuseppe (Sulmona) \| |
| Arbitro:                                    | Mastrogiuseppe (Sulmona) |               |           |                                                                              |

| Arbitro: | Gentile (Seregno) |

|                               |           |  |
| Cornacchia 49’ Škerjanc 90+3’ | Marcatori |  |

| Arbitro: | Catastini (Pisa) |

|                         |           |                 |
| Fasan 29’ Fantinato 57’ | Marcatori | 89’ Di Dionisio |

| Arbitro: | Catucci (Pesaro) |

|  |           |              |
|  | Marcatori | 79’ Madiotto |

| Trieste 20 marzo 2016 32ª giornata | Triestina       | 0 – 0 referto | Sacilese | Stadio Nereo Rocco (671 spett.)\| Arbitro: \| Piacenza (Bari) \| |
| Arbitro:                           | Piacenza (Bari) |               |          |                                                                  |

| Arbitro: | Vigile (Cosenza) |

|            |           |                                                  |
| Brotto 50’ | Marcatori | 40’ (rig.) Dalla Riva 56’ Škerjanc 77’ Cucchiara |

| Trieste 10 aprile 2016 34ª giornata | Triestina      | 0 – 0 referto | Virtus Verona | Stadio Nereo Rocco (748 spett.)\| Arbitro: \| Carella (Bari) \| |
| Arbitro:                            | Carella (Bari) |               |               |                                                                 |

| Arbitro: | Cosso (Cosenza) |

|                   |           |              |
| Amassoka 45’, 57’ | Marcatori | 66’ Giordani |

| Arbitro: | Ruggiero (Roma) |

|                       |           |           |
| Dalla Riva 16’ (rig.) | Marcatori | 73’ Bezzo |

| Arbitro: | Pennino (Palermo) |

|                    |           |           |
| Beccaro 79’ (rig.) | Marcatori | 14’ Muzzi |

| Arbitro: | Vitulano (Seregno) |

|                |           |                         |
| Anđelković 85’ | Marcatori | 16’ Calzi 70’ Carbonaro |

#### Play-out
Triestina e Liventina hanno concluso il campionato a pari punti ma con gli scontri diretti favorevoli alla prima (2-0 e 0-0). Così è toccato alla Triestina disputare il play-out in posizione di vantaggio: giocare in casa ed avere due risultati disponibili su 3.
| Arbitro: | Luciani (Roma) |

|                       |           |             |
| Dalla Riva 92’ (rig.) | Marcatori | 118’ Gardin |

### Coppa Italia Serie D
| Arbitro: | Nicola Donda (Cormons) |

|                      |                      |                    |
| Santoni 28’          | Marcatori            | 56’ Godeas         |
| Zanardo Baggio Proia | Tiri di rigore 3 – 0 | Godeas De Gregorio |

| Arbitro: | Perenzoni (Rovereto) |

|                 |           |                                                      |
| Kabine 16’, 39’ | Marcatori | 1’ Serafini 4’, 21’ Malagò 48’ Callegaro 58’ Barreto |